# Leucanopsis subterranea
Leucanopsis subterranea är en fjärilsart som beskrevs av Rothschild 1909. Leucanopsis subterranea ingår i släktet Leucanopsis och familjen björnspinnare. Inga underarter finns listade i Catalogue of Life.

## Bildgalleri

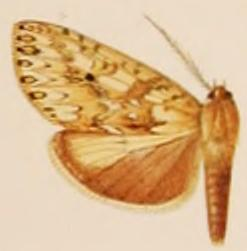